# Albert Marth

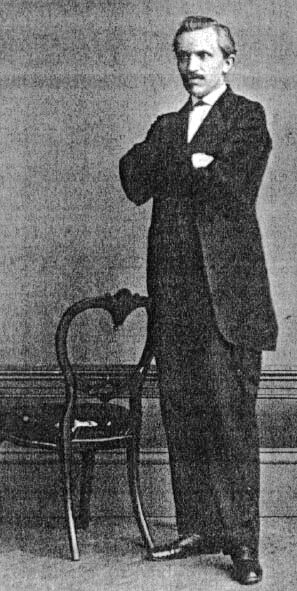
Fotografie von Albert Marth

Albert Marth (* 5. Mai 1828 in Kolberg, Pommern; † 5. August 1897 in Heidelberg) war ein deutscher Astronom. Schwerpunkte seiner Arbeit waren die Beobachtung von Planeten, Asteroiden und galaktischen Nebeln.

## Leben
Marth studierte zunächst Theologie an der Berliner Universität. Sein stärker werdendes Interesse an Mathematik und Astronomie führte schließlich zu einem Studium der Astronomie bei Christian August Friedrich Peters in Königsberg.
Im Jahre 1853 folgte er einem Ruf von George Bishop (1785–1861) nach London, wo er Assistent von John Russel Hind wurde. 1854 trat er dessen Nachfolge an der dortigen Sternwarte an. Am 1. März 1854 entdeckte er den Kleinplaneten (29) Amphitrite.
Von 1855 bis 1862 wurde er als Nachfolger von George Rümker Assistent von Temple Chevallier am Durham Observatorium, Potters Bank, England. Danach engagierte ihn William Lassell als Observator auf seiner Privatsternwarte auf Malta. Während der Zeit von 1863 bis 1865 entdeckte Marth etwa 600 neblige Objekte. Sodann hatte er mehrere kleine Anstellungen und befand sich bis 1883 hauptsächlich in London.
1882 nahm er an der Venustransit-Expedition zum Kap der Guten Hoffnung teil. Im Jahre 1883 erhielt Marth eine Stelle an der Colonel-Edward-Henry-Cooper’s-Sternwarte auf Markree Castle bei Sligo/Irland. Seine letzten Jahre verbrachte Marth in Deutschland. Er starb am 5. August 1897 in Heidelberg an Krebs.
Der Mondkrater Marth und der Marskrater Marth sind nach ihm benannt.